# Dimitrie S. Nenițescu
Dimitrie S. Nenițescu (n. 18 aprilie 1861, Galați – d. 28 ianuarie 1930, București) a fost un politician și ministru român, tatăl chimistului Costin D. Nenițescu. Om politic conservator. Urmează cursurile Școlii militare din București (1879-1881). După absolvire este atașat ca ofițer topograf pe lângă Statul Major al Armatei. În anul 1866 demisionează și pleacă să studieze la Bruxelles. Obține doctoratul în drept și științe politice de la Universitatea Louvain și se întoarce în țară. Începând cu anul 1893 începe să practice avocatura la București. În anul 1899 este numit secretar general al Ministerului de Interne, iar în anul 1900 director al Băncii Naționale a României. A fost deputat și unul dintre fruntașii Partidului Conservator. A deținut în două rânduri funcția de ministru al Industriei și Comerțului (29 decembrie 1910 – 27 martie 1912; 28 martie 1912 – 14 octombrie 1912). În timpul Primului Război Mondial a deținut funcția de ministru al Finanțelor în guvernul de giranți format la București si a condus ziarul "Renașterea".
O altă realizarea importantă este legea a cărui autor a fost: „Legea din 27 ianuarie 1912 pentru organizarea meseriilor, creditului și asigurărilor muncitorești” - numită și LEGEA NENIȚESCU, Monitorul Oficial nr. 236 din 27 ianuarie 1912. Această lege a fost printre primele inițiative de legiferare a sistemului de asigurări sociale precum: „asigurarea contra boalei” și contra accidentelor sau „asigurările pensiei de bătrânețe și asigurările în contra invalidității de boală”. O altă lege imporantă a fost de încurajare a industriei naționale, la 17 ianuarie 1912 și care a rămass valabilă până în 1938. Acestă lege venea în special în sprijinul ramurii industriale ce foloseau ca materie primă agricultura.
- ro  Dimitrie S. Nenițescu Arhivat în 18 octombrie 2007, la Wayback Machine.
- https://www.historia.ro/sectiune/general/articol/personalitatea-care-a-introdus-asigurarile-muncitoresti-in-romania-conservatorul-dimitrie-s-nenitescu